# 網走市立郷土博物館
網走市立郷土博物館（あばしりしりつきょうどはくぶつかん）は、北海道網走市にある郷土博物館である。1936年（昭和11年）竣工の本館建物は、北海道を代表する建築家田上義也の設計。分館に1966年（昭和41年）に開館したモヨロ貝塚館（2013年リニューアルオープン）がある。

## 概要

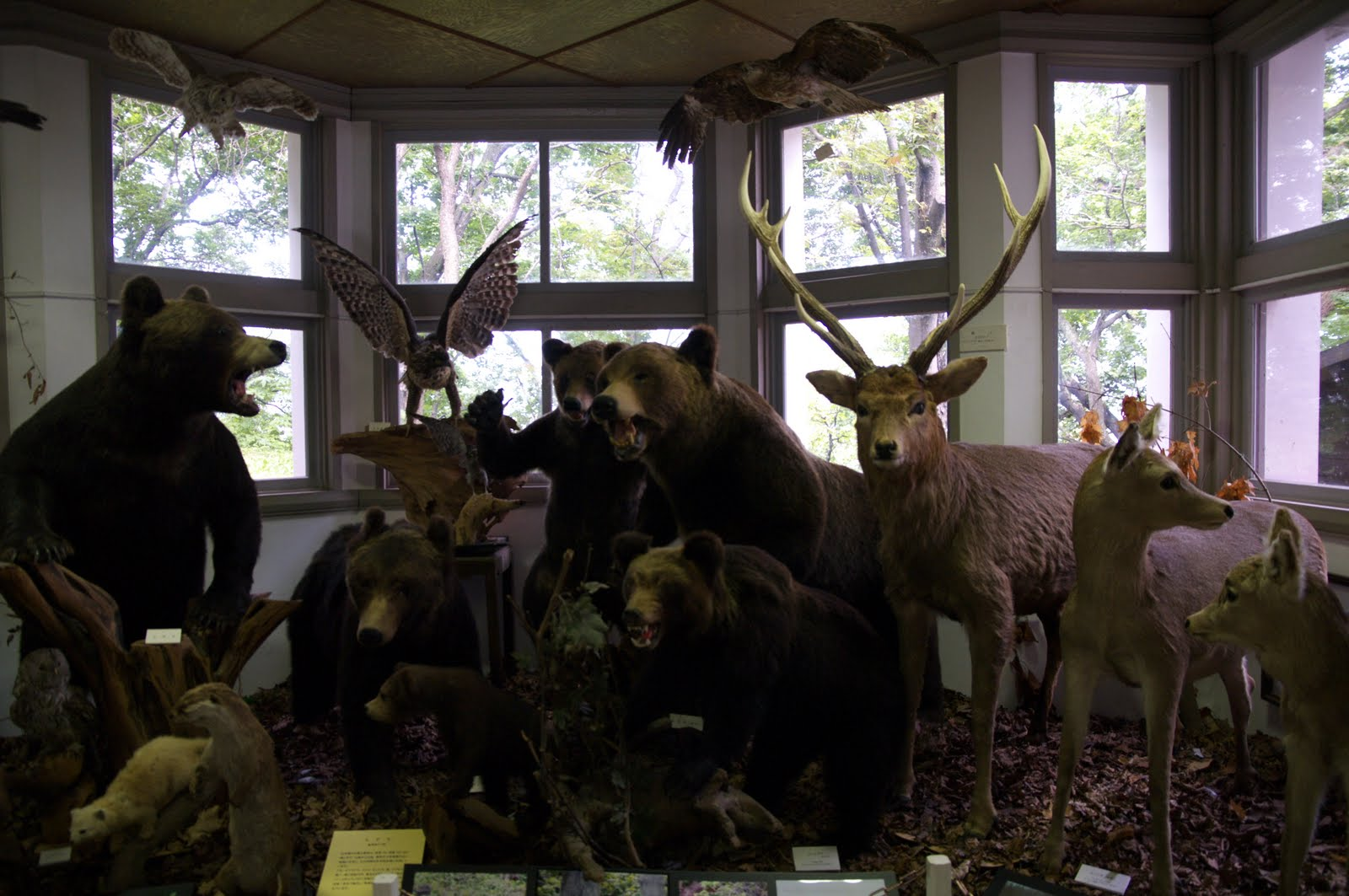
展示物

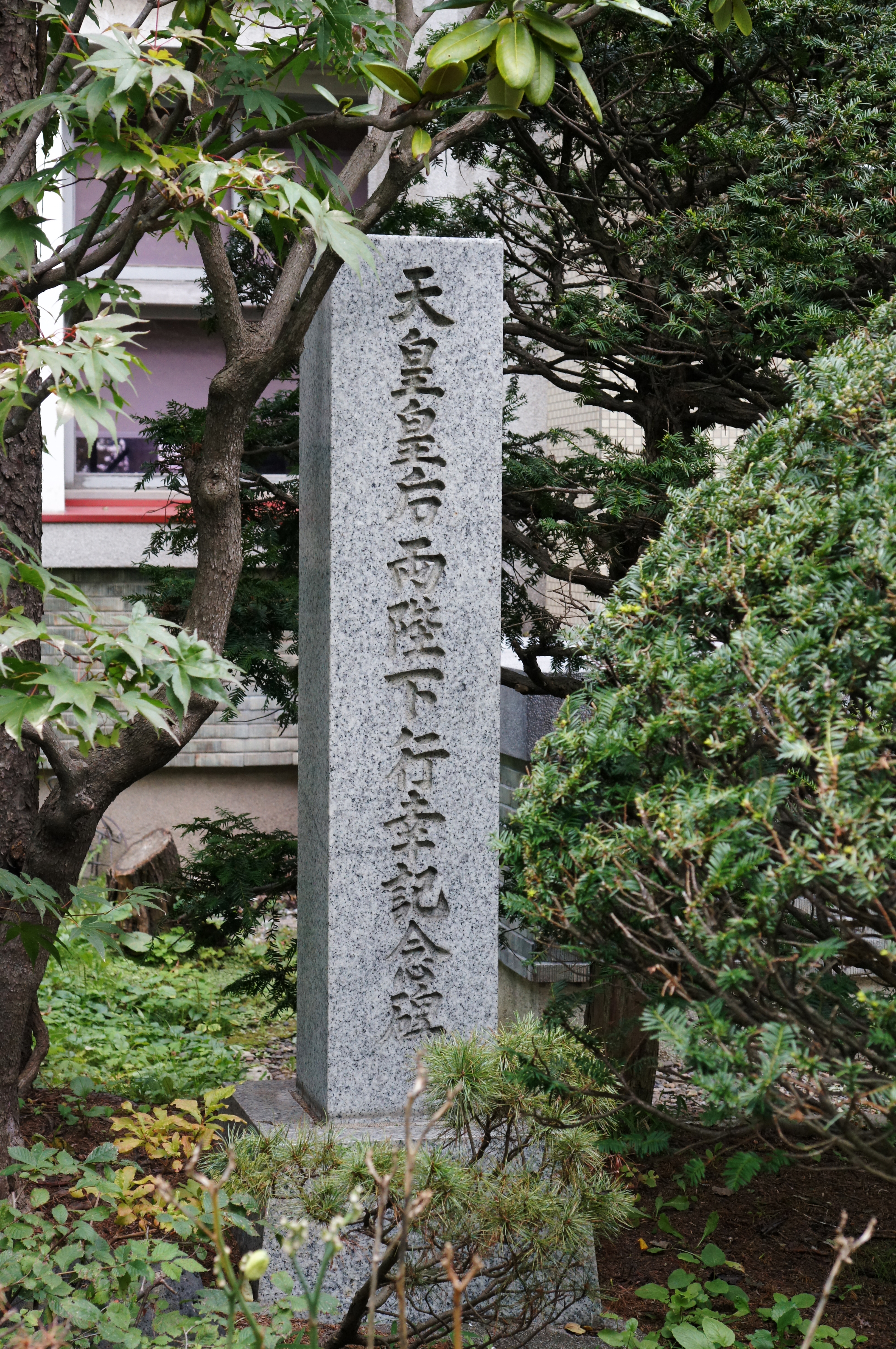
天皇・皇后行幸記念の石碑

網走市郷土博物館は、「地方の教育、学術及び文化の発展に寄与するために郷土各般の産業、教育文化の参考資料を収集展示し、一般の閲覧に供すること（網走市郷土博物館条例第2条）」を目的に設置されている。
前身は、北見郷土館。モヨロ貝塚を発見した米村喜男衛が資料の散逸を防ぐために、住友財閥の支援を受けて設立した。後に米村自身も館長に就任している。

## 開館時間・休館日
- 5月から10月まで - 午前9時から午後5時まで
- 11月から4月まで - 午前9時から午後4時まで
- 休館日
  - 国民の祝日に関する法律に規定する休日
  - 月曜日
  - 12月31日から1月5日まで

## 所在地
- 本館 網走市桂町1丁目1番3号
- 分館「モヨロ貝塚館」 網走市北1条東2丁目